# Бёйен, Герман
Германюс (Герман) Бёйен (нидерл. Hermanus "Herman" Buijen; 5 января 1917, Слотен — 7 февраля 1986, Амстердам) — нидерландский конькобежец и тренер, двукратный чемпион Нидерландов. Он был тренером конькобежцев Арда Схенка, Кеса Веркерка и др.

## Личная жизнь
Герман родился в январе 1917 года в деревне Слотен на юго-западе от Амстердама. Отец — Антон Бёйен, мать — Маргарета Магдалена Крам. Помимо него, в семье была ещё дочь по имени Марго, родившаяся в апреле 1923 года. Отец в молодости играл за футбольные команды АФК и «Аякс», а также занимался лёгкой атлетикой. Мать умерла в сентябре 1928 года, когда ему было одиннадцать лет.
Женился в возрасте тридцати двух лет — его избранницей стала 25-летняя Гертрёйда Йоханна Тонус, уроженка Амстердама.
Умер 7 февраля 1986 года в Амстердаме в возрасте 69 лет. Церемония кремации состоялась 12 февраля в крематории Вестгарде. Его супруга умерла в апреле 2011 года в возрасте 100 лет.

## Личные рекорды
| Дистанция | Время   | Дата           | Место       |
| --------- | ------- | -------------- | ----------- |
| 500 м     | 45,4    | 4 марта 1947   | Лиллехаммер |
| 1000 м    | 1:44,8  | 14 января 1940 | Аудкарспел  |
| 1500 м    | 2:24,7  | 27 января 1939 | Давос       |
| 3000 м    | 5:16,2  | 19 января 1946 | Шамони      |
| 5000 м    | 8:45,9  | 4 марта 1947   | Лиллехаммер |
| 10000 м   | 18:28,1 | 5 марта 1947   | Лиллехаммер |

## Результаты
| Год  | Чемпионат Нидерландов | Чемпионат Европы | Чемпионат мира |
| ---- | --------------------- | ---------------- | -------------- |
| 1939 |                       | 22               | 11             |
| 1940 | 5                     |                  |                |
| 1941 | 1                     |                  |                |
| 1942 | 1                     |                  |                |
| 1946 | 2                     |                  | НК             |
| 1947 | 4                     |                  | 12             |
| 1951 | НК                    |                  |                |
| 1954 | 7                     |                  |                |
| 1955 | 24                    |                  |                |

НК = не квалифицировался

## Национальные рекорды
| № | Дистанция | Время  | Дата           | Место  |
| - | --------- | ------ | -------------- | ------ |
| 1 | 1500 м    | 2:32,6 | 12 января 1941 | Берген |
| 2 | 1500 м    | 2:31,4 | 4 февраля 1942 | Берген |